# Jur Mellema
Jurjen Tammo (Jur) Mellema (Nieuw-Scheemda, 18 september 1923 – 11 mei 2017) was een Nederlands politicus voor de Christelijk-Historische Unie (CHU).

## Carrière
Jur Mellema was een Groninger herenboer, die in de jaren zestig in de Tweede Kamer woordvoerder voor de CHU was voor landbouw en koninkrijkszaken. Hij volgde in 1967 Hendrik Beernink op als fractievoorzitter. Hij probeerde van de CHU een moderne partij te maken met een centrum-politieke instelling, rijp voor de fusie tot wat later het CDA werd. Hij lanceerde de slogan "samen uit samen thuis" voor de drie confessionele partijen. Met Norbert Schmelzer (KVP) en Barend Biesheuvel (ARP) hield hij het kabinet-De Jong overeind. Hij trad op 26 juni 1968 terug als fractievoorzitter na een veroordeling tot twee weken gevangenis en 1 jaar ontzegging van de rijbevoegdheid vanwege het onder invloed veroorzaken van een verkeersongeluk. Zijn opvolger (tot 27 juni 1969) was Arnold Tilanus. Na de formatie van het kabinet-Biesheuvel I was hij opnieuw fractievoorzitter tot 1 april 1972. Hij was daarna voorzitter van het Produktschap voor Pluimvee en Eieren, van 1 april 1972 tot 1990.

## Persoonlijk
Jur Mellema trouwde op 9 oktober 1946 met Nelly van Walsum. Zij kregen vier zoons. Eind jaren zeventig werd het huwelijk ontbonden, waarna Mellema op 9 mei 1980 trouwde met Carla Mutsaerts, de ex-vrouw van zijn KVP-collega Schmelzer. Zijn broer Sieto Mellema was burgemeester van Stedum.

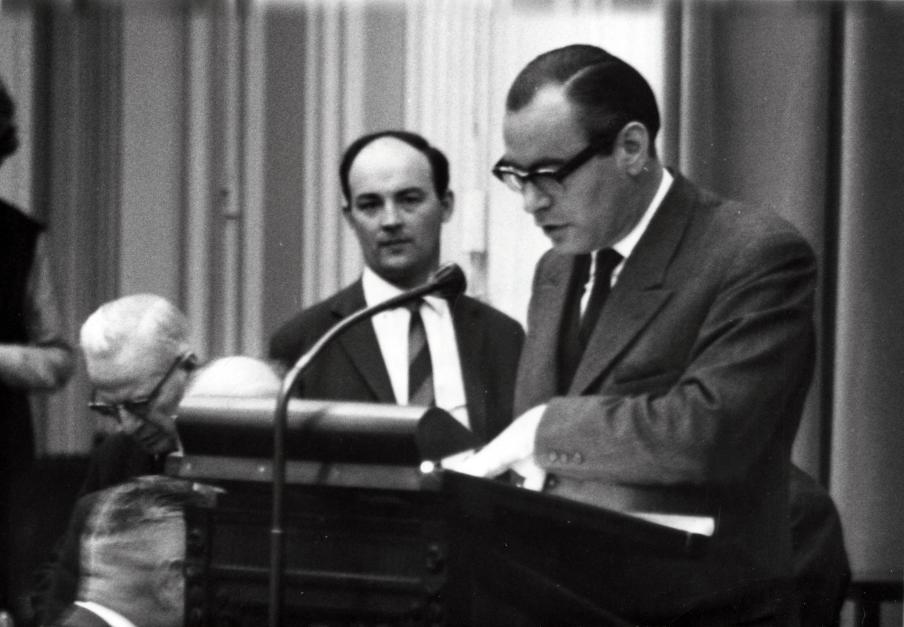
Mellema tijdens een kamervergadering op 26 februari 1968. Achter hem Willem Aantjes (ARP).

- Biografisch Portaal: 16840947
- Parlement.com: vg09ll3a01yv